# توماس ثيودور هاين
توماس ثيودور هاين (بالألمانية: Thomas Theodor Heine؛ بالسويدية: Thomas Theodor Heine) هو رسام توضيحي ومصمم جرافيك وكاتب ورسام سويدي وألماني، ولد في 28 فبراير 1867 في لايبزيغ في ألمانيا، وتوفي في 26 يناير 1948 في ستوكهولم في السويد.

## وصلات خارجية
- توماس ثيودور هاين على موقع مونزينجر (الألمانية)